# Principio di corrispondenza dei fini
Il Principio di corrispondenza dei fini, esplicitato per la prima volta, nel 1927, nel libro del giurista sovietico Evgenij Bronislavovič Pašukanis Obssaja teorja  prava i marksism è un punto fondante del diritto sovietico dall'inizio della rivoluzione alla dissoluzione del 1991.
Secondo i giuristi sovietici, che per elaborare una teoria penale si basavano sugli insegnamenti tratti dal Das Kapital di Marx, la pena nel mondo sovietico non poteva avere una funzione retributiva (pagare un male commesso con un male proporzionale) come nel mondo europeo.
La funzione retributiva (secondo Pašukanis riassunta col latino: do ut des, cioè ”dare per avere”) è adatta ad una società mercantilista e quindi adatta agli europei ma non ai sovietici.
Secondo la nuova teoria, invece, il giudice doveva valutare il reato non tanto secondo la sua gravità “retributiva” (es. un omicidio “vale” più d'un furto) ma secondo il grado di pericolosità verso il fine ultimo, cioè la tutela del comunismo: maggiore è la pericolosità per la sopravvivenza della rivoluzione e del predominio del partito maggiore sarà la pena.
Il diritto, così politicizzato, serviva, nella nuova ottica, solo a reprimere comportamenti non consoni alla nuova ideologia in modo totalmente discrezionale.            